# Giovanni Arnolfini

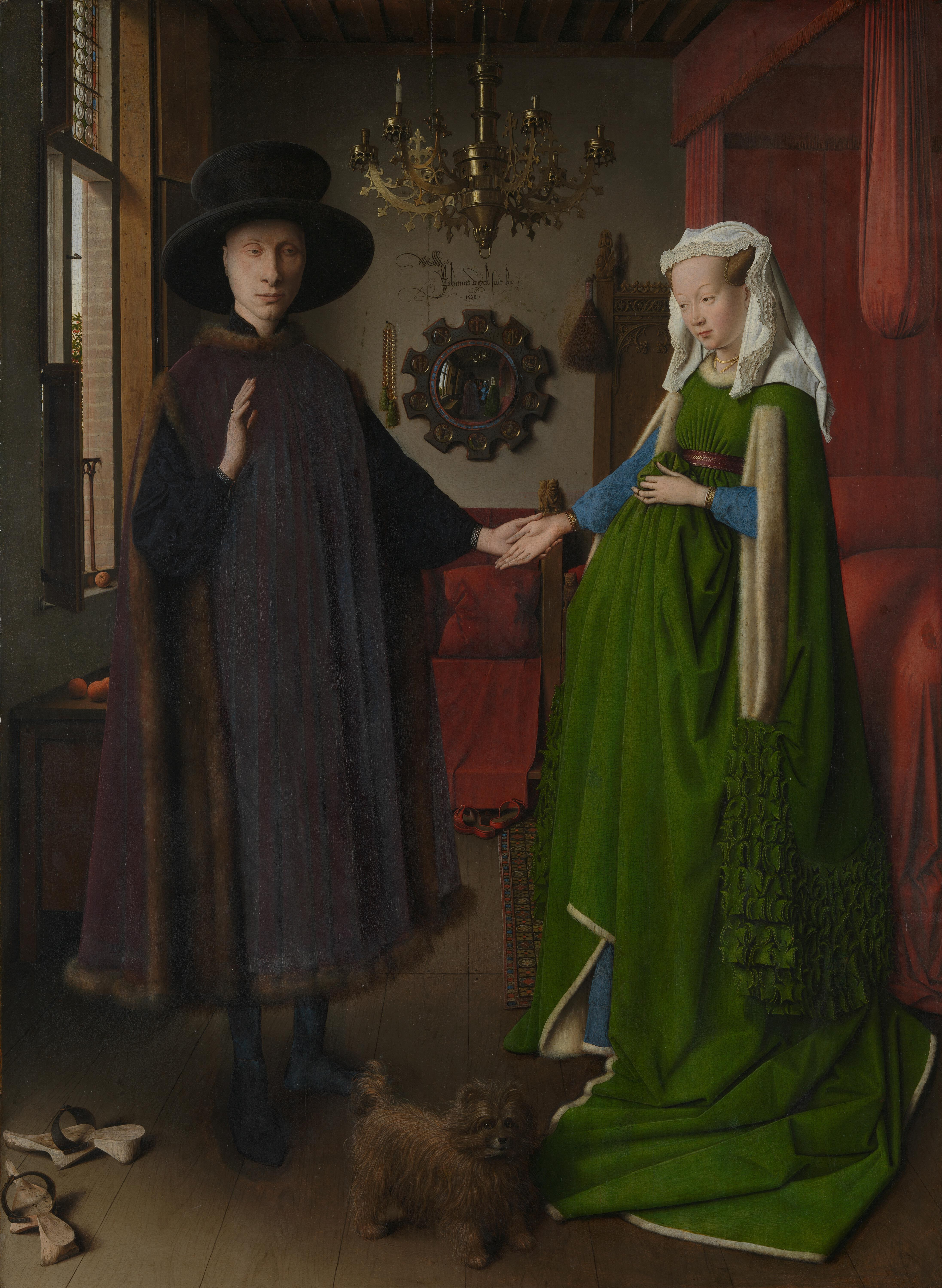
El matrimoni Arnolfini de Jan van Eyck.

Giovanni di Nicolao Arnolfini (Lucca c. 1400 – Bruges 1472) era un comerciant de Lucca, una ciutat de la Toscana, Itàlia, qui va residir la major part de la seva vida a Flandes, llavors part del Ducat de Borgonya, probablement sempre residint a Bruges, una ciutat comercial rica i una de les ciutats principals de la cort de Borgonya.
Els Arnolfini eren una família potent a Lucca, implicada en la política i comerç de la petita però rica ciutat, especialitzada (com Florència) en el comerç de riques teles.
Giovanni, anomenat aquí di Nicolao o "fill de Nicolao" per distingir-ho del seu cosí Giovanni di Arrigo Arnolfini, es va traslladar a Bruges a Flandes quan era molt jove per a treballar en el negoci familiar i hi va viure durant la resta de la seva vida. Es va convertir en un ric comerciant en seda i altres teles, tapissos i altres objectes preciosos, encara que en els últims anys sembla que va tenir revessos soferts al negoci, i que es va retirar dels negocis. La seva fama es deu al fet que ell és el candidat més probable, d'haver estat l'objecte de dos retrats del pintor flamenc Jan van Eyck. Són: El matrimoni Arnolfini on surt amb la seva dona, datat el 1434 i actualment a la National Gallery de Londres, i el Retrat de Giovanni Arnolfini, on surt ell sol quan era mica més gran, actualment està a Berlín.
Presumiblement va néixer a Lucca, on els seus pares van viure, però ni el lloc ni la data estan documentats. Va ser enviat a Bruges quan encara tècnicament era un nen, mentre el primer registre que existeix d'ell és una carta del seu pare Nicolao des de Lucca al seu agent a Bruges el 1419 facultant l'agent a "emancipar Giovanni" - és a dir, declarar-lo adult. Com que en aquella època no estava fixada la majoria d'edat, no és possible determinar la seva data de naixement.
En els següents anys, Giovanni di Nicolao va treballar amb un comerciant italià de gran èxit, Marc Guidiccioni, un altre lucchese que estava connectat a ell pel matrimoni. Els registres d'algunes de les seves relacions amb la cort ducal han sobreviscut, però aquests eren probablement només una part de les seves activitats de negoci. El 1422 va tractar de vendre un collaret d'or valuós per al rei Enric V d'Anglaterra, i el 1423 va vendre al duc Felip el Bo 6 tapissos d'escenes de la vida de la Verge, que el duc li va donar al Papa. Altres vendes a la Cort es registren, encara que ell va poder haver estat actuant en nom de Guidiccioni.
El 1426 es va casar amb Costanza Trenta, qui a primera vista no és la dona del retrat, ja que en una carta a la seva mare de 26 de febrer de 1433 esmenta que havia mort. Era també de Lucca, i la seva tia Ginevra Cavalcanti va estar casada amb Lorenzo de Medici, germà de Cosme de Medici. D'altra banda, Margaret Koster recentment ha proposat que el retrat doble pot ser un memorial un, incloent una imatge de Costanza, però va pintar un any després de la seva mort.
El 1442 va signar un acord pel qual, per un mòdic preu, es va convertir en un burgès de Bruges després de prometre no actuar com a comerciant. Se li va permetre practicar "l'artesania del petit burgés", però si alguna vegada ho va fer es desconeix. El 1446 i 1452 apareix documentat com a àrbitre en els conflictes entre altres comerciants Lucchese (el 1446, incloent el seu cosí Giovanni) sobre la propietat; aquestes són les seves últimes aparicions en un registre documental. El doble retrat va romandre a Flandes la qual cosa suggereix que Giovanni va morir allà.
Un cosí germà de Giovanni una mica més jove, anomenat Giovanni d'Arrigo Arnolfini, (o "Jehan Arnoulphin li jeune" als registres de Borgonya) també va arribar a viure a Bruges i va ser encara més reeixit que Giovanni de Nicolao. 'Giovanni d'Arrigo Arnolfini es va casar, i va sobreviure, Giovanna (Jeanne) Cenami. Es creia que era la parella del quadre El matrimoni Arnolfini entre 1861 i 1994, quan un historiador naval francès, Jacques Paviot, va descobrir als registre oficials que el duc havia regalat el 1447 dues olles de plata per "Jehan Arnoulphin" en el seu matrimoni - en aquell moment Van Eyck ja havia mort feia sis anys. Jane o Jeanne Arnolfini està documentat posteriorment en la seva mort a Bruges el 1480.